# Yareli Acevedo
Yareli Acevedo Mendoza (29 juli 2001) is een Mexicaans wielrenster die op de baan en de weg rijdt.

## Carrière
Bij haar eerste deelname aan de Pan-Amerikaanse kampioenschappen baanwielrennen won ze goud op de koppelkoers, die reed ze samen met Victoria Velasco en even later zegevierde Acevedo ook bij de puntenkoers. Eveneens in 2021 werd ze Pan-Amerikaans kampioene op de weg bij de beloften. In 2021 nam ze ook voor het eerst deel aan de Wereldkampioenschappen baanwielrennen, in 2024 behaalde ze haar beste resultaat met een zesde plaats bij de omnium. In 2023 nam ze ook deel aan de Pan-Amerikaanse Spelen en de Centraal-Amerikaanse en Caraïbische Spelen waar ze in totaal drie medailles wist te winnen.

## Palmares

### Op de baan
| Jaar      | MK                                                                           | P-AK                                               | WK                                                      | Overige                                                                                     |
| Als elite | Als elite                                                                    | Als elite                                          | Als elite                                               | Als elite                                                                                   |
| --------- | ---------------------------------------------------------------------------- | -------------------------------------------------- | ------------------------------------------------------- | ------------------------------------------------------------------------------------------- |
| 2021      | afvalkoers · koppelkoers · omnium · achtervolging · puntenkoers · 7e scratch | koppelkoers · puntenkoers · ploegenachtervolging   | 14e puntenkoers 18e afvalkoers                          | NC Cali: · afvalkoers                                                                       |
| 2022      |                                                                              | afvalkoers · ploegenachtervolging · 5e puntenkoers | 10e puntenkoers 13e ploegenachtervolging 18e afvalkoers | NC Cali: · afvalkoers                                                                       |
| 2023      |                                                                              | afvalkoers · puntenkoers                           | 10e afvalkoers 14e ploegenachtervolging 16e puntenkoers | C-A en CS: · ploegenachtervolging · Pan-Amerikaanse Spelen: · omnium · ploegenachtervolging |
| 2024      |                                                                              | afvalkoers · omnium · ploegenachtervolging         | 6e omnium 8e afvalkoers 10e ploegenachtervolging        | NC Hong Kong: · afvalkoers                                                                  |

### Op de weg
2018
 Pan-Amerikaans kampioenschap op de weg, junioren
2020
 Mexicaans kampioenschap tijdrijden, beloften
2021
 Mexicaans kampioene tijdrijden, beloften
 Pan-Amerikaans kampioene op de weg, beloften
 Pan-Amerikaans kampioenschap tijdrijden, beloften

#### Resultaten in voornaamste wedstrijden
|      | \| Jaar \| \| WK op de weg \| \| ---- \| \| ------------ \| \| 2023 \| \| opgave \| |              |
| Jaar |                                                                                     | WK op de weg |
| 2023 |                                                                                     | opgave       |